# Edward Dominic Fenwick

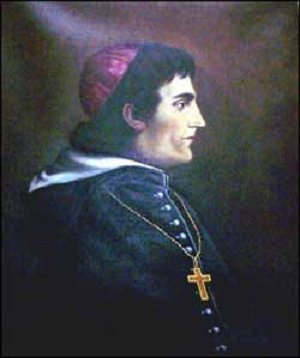
Edward Dominic Fenwick als Bischof von Cincinnati

Edward Dominic Fenwick OP (* 19. August 1768 im Saint Mary’s County, Provinz Maryland; † 26. September 1832 in Wooster, Ohio) war ein US-amerikanischer Dominikaner, Pionier der römisch-katholischen Kirche in den USA und von 1822 bis zu seinem Tod der erste Bischof von Cincinnati.

## Leben

### Dominikaner und Missionspriester
Edward Fenwick entstammte einer katholischen Siedlerfamilie in Maryland. Sein Vater, ein wohlhabender Oberst, stand im Unabhängigkeitskrieg auf Seiten der Kolonien. Edward wurde mit 16 Jahren auf das Heilig-Kreuz-Kolleg der englischen Dominikaner in Bornem in den österreichischen Niederlanden geschickt. Dort wurde er Seminarist, studierte Theologie, trat 1788 dem Dominikanerorden bei und empfing 1793 die Priesterweihe. Danach erhielt er am selben Kolleg einen Lehrauftrag.
1792 wurden die österreichischen Niederlande von französischen Truppen erobert und 1795 annektiert. Im Zuge des revolutionären Antiklerikalismus wurde das Bornemer Kloster mit seinen Bildungseinrichtungen aufgelöst. Fenwick ging in das Dominikanerkloster in Carshalton, Surrey, England. Dort gewann er drei Mitbrüder für die katholische Mission in den USA. 1804 überquerten sie den Atlantik. Bischof John Carroll von Baltimore legte ihnen das noch kaum erschlossene Gebiet von Kentucky ans Herz.
Fenwick und seine Begleiter fanden ein geeignetes Farmgelände in der Nähe von Springfield, wo sie die erste Dominikanerniederlassung in den USA, St. Rosa von Lima, gründeten. Schon 1807 errichtete der Generalsuperior Pio Giuseppe Gaddi die neue Ordensprovinz St. Josef für die Vereinigten Staaten unter Fenwicks Leitung. Dieser kehrte zunächst nach Maryland zurück, um sein väterliches Erbe zu verkaufen und vom Erlös das Kloster zu bauen. In den folgenden Jahren entstanden Konventsgebäude, Kirche und Schule. Fenwick reiste weiter als Missionspriester durch den Mittleren Westen, nun mit dem Schwerpunkt Ohio.

### Bischof von Cincinnati
1821 errichtete Papst Pius VII. das Bistum Cincinnati für das gesamte Gebiet von Ohio. Zum ersten Bischof ernannte er Edward Dominic Fenwick, der am 13. Januar 1822 in der Konventskirche St. Rosa durch den Bischof von Bardstown, Benedict Joseph Flaget PSS, die Bischofsweihe empfing. Dem neuen Bischof standen anfangs nur sechs Priester zur Seite; alle waren Dominikaner.
1823 unternahm Fenwick eine Europareise, um Geld und Ausstattung für den Aufbau seines Bistums zu sammeln. Er konnte zwei französische, einen spanischen und einen Schweizer Priester für seinen Diözesanklerus gewinnen. Die erste Prokathedrale wurde als Holzkonstruktion erbaut. 1829 entstand dort das St.-Franz-Xaver-Seminar. 1831 verfügte die Diözese bereits über 22 Kirchen, 24 Priester, 13 Seminaristen und eine katholische Wochenzeitung.
Im Jahr 1832 brach in der Große-Seen-Region eine Choleraepidemie aus. Auf seiner jährlichen Visitationsreise wurde Bischof Fenwick angesteckt und starb in Wooster in einem Hotelzimmer.